# NGC 7437
NGC 7437 is een spiraalvormig sterrenstelsel in het sterrenbeeld Pegasus. Het hemelobject werd op 31 oktober 1885 ontdekt door de Amerikaanse astronoom Lewis A. Swift.

## Synoniemen
- UGC 12270
- MCG 2-58-41
- ZWG 430.34
- PGC 70131